# 73857 Hitaneichi
73857 Hitaneichi este un asteroid din centura principală de asteroizi.

## Descriere
73857 Hitaneichi este un asteroid din centura principală de asteroizi. A fost descoperit pe 16 noiembrie 1996 la Nanyo de Tomimaru Okuni. Asteroidul prezintă o orbită caracterizată de o semiaxă mare de 2,24 ua, o excentricitate de 0,25 și o înclinație de 7,9° în raport cu ecliptica.